# Gloria Asumnu
Gloria Asumnu (née le 22 mai 1985) est une athlète nigériane, spécialiste des épreuves de sprint.

## Biographie
Elle se classe septième du relais 4 × 100 m lors des Championnats du monde 2011 de Daegu aux côtés de ses coéquipières de l'équipe du Nigeria. Elle participe ensuite aux Jeux africains de Maputo, au Mozambique, et remporte la médaille de bronze du 100 m en 11 s 26, s'inclinant face à ses deux compatriotes Oludamola Osayomi et Blessing Okagbare. Alignée par ailleurs au départ du 4 × 100 m, elle permet au Nigeria de décrocher la médaille d'or en 43 s 34, devant le Ghana et le Cameroun.
En mars 2012, elle se classe 6e du 60 m lors des Championnats du monde en salle d'Istanbul dans le temps de 7 s 22 . Le 23 juin 2016, Asumnu échoue au pied du podium des Championnats d'Afrique de Durban sur 100 m en 11 s 45, à distance de la médaille de bronze (Marie-Josée Ta Lou 11 s 15). 

## Palmarès
| Date | Compétition                    | Lieu           | Résultat | Épreuve   | Temps   |
| ---- | ------------------------------ | -------------- | -------- | --------- | ------- |
| 2011 | Championnats du monde          | Daegu          | 5e       | 4 x 100 m | 42 s 93 |
| 2011 | Jeux africains                 | Maputo         | 3e       | 100 m     | 11 s 26 |
| 2011 | Jeux africains                 | Maputo         | 5e       | 200 m     | 23 s 81 |
| 2011 | Jeux africains                 | Maputo         | 1re      | 4 × 100 m | 43 s 34 |
| 2012 | Championnats du monde en salle | Istanbul       | 6e       | 60 m      | 7 s 22  |
| 2012 | Championnats d'Afrique         | Porto-Novo     | 3e       | 100 m     | 11 s 28 |
| 2012 | Championnats d'Afrique         | Porto-Novo     | 1re      | 200 m     | 22 s 93 |
| 2012 | Championnats d'Afrique         | Porto-Novo     | 1re      | 4 × 100 m | 43 s 21 |
| 2014 | Championnats du monde en salle | Sopot          | 7e       | 60 m      | 7 s 18  |
| 2014 | Relais mondiaux de l'IAAF      | Nassau         | 4e       | 4 × 100 m | 42 s 67 |
| 2014 | Jeux du Commonwealth           | Glasgow        | 8e       | 100 m     | 11 s 41 |
| 2014 | Jeux du Commonwealth           | Glasgow        | 2e       | 4 × 100 m | 42 s 92 |
| 2014 | Championnats d'Afrique         | Marrakech      | 4e       | 100 m     | 11 s 49 |
| 2014 | Championnats d'Afrique         | Marrakech      | 5e       | 200 m     | 23 s 31 |
| 2014 | Championnats d'Afrique         | Marrakech      | 1re      | 4 × 100 m | 43 s 56 |
| 2015 | Relais mondiaux de l'IAAF      | Nassau         | 7e       | 4 × 100 m | 42 s 99 |
| 2016 | Championnats d'Afrique         | Durban         | 4e       | 100 m     | 11 s 45 |
| 2016 | Jeux olympiques                | Rio de Janeiro | 7e       | 4 x 100 m | 43 s 21 |

## Records
| Épreuve | Performance | Lieu       | Date        |
| ------- | ----------- | ---------- | ----------- |
| 60 m    | 7 s 07      | Birmingham | 2 mars 2012 |
| 100 m   | 11 s 03     | Clermont   | 24 mai 2008 |
| 200 m   | 22 s 70     | Columbia   | 26 mai 2007 |